# Sabine Leutheusser-Schnarrenberger
Sabine Leutheusser-Schnarrenberger, född Leutheusser 26 juli 1951 i Minden, Förbundsrepubliken Tyskland, är en tysk politiker. Hon representerar liberala FDP och var 2009-2013 Tysklands justitieminister.
Leutheusser-Schnarrenberger studerade juridik i Göttingen och Bielefeld vilket hon 1975 avslutade med statlig examen. Mellan 1979 och 1990 var hon anställd hos tyska patentverket i München.
Leutheusser-Schnarrenberger är sedan 1978 medlem i FDP. Hon blev 1990 ledamot av tyska förbundsdagen och 1992 Tysklands justitieminister (första gången). Denna position hade hon fram till januari 1996. Efter en tid som vanlig ledamot i förbundsdagen blev hon i oktober 2009 åter justitieminister. Hon avgick som minister tillsammans med regeringen Merkel II efter att FDP tvingats lämna förbundsdagen i förbundsdagsvalet 2013.

## Skrifter i urval
- Vorratsdatenspeicherung - Ein vorprogrammierter Verfassungskonflikt, in: Zeitschrift für Rechtspolitik, 2007, s. 9
- „Auf dem Weg in den autoritären Staat“, Blätter für deutsche und internationale Politik, Ausgabe 1/2008, s. 62–70